# Hugo van der Goes
Hugo van der Goes (Gent, ca. 1440 – Oudergem, 1482/1483) was een Vlaamse kunstschilder. Hij wordt samen met schilders als Jan van Eyck en Rogier van der Weyden gerekend tot de Vlaamse Primitieven. Zijn Portinari-altaar  is het belangrijkste werk van de Vlaamse Primitieven na het Lam Gods van de gebroeders Van Eyck. Vanaf 1483 speelde de aanwezigheid van dit meesterwerk in Florence een rol in de ontwikkeling van het realisme en het kleurgebruik in de Italiaanse renaissancekunst. Hij introduceerde belangrijke vernieuwingen in de schilderkunst door zijn monumentale stijl, het gebruik van een specifiek kleurengamma en individualistische manier van portretteren.

## Leven

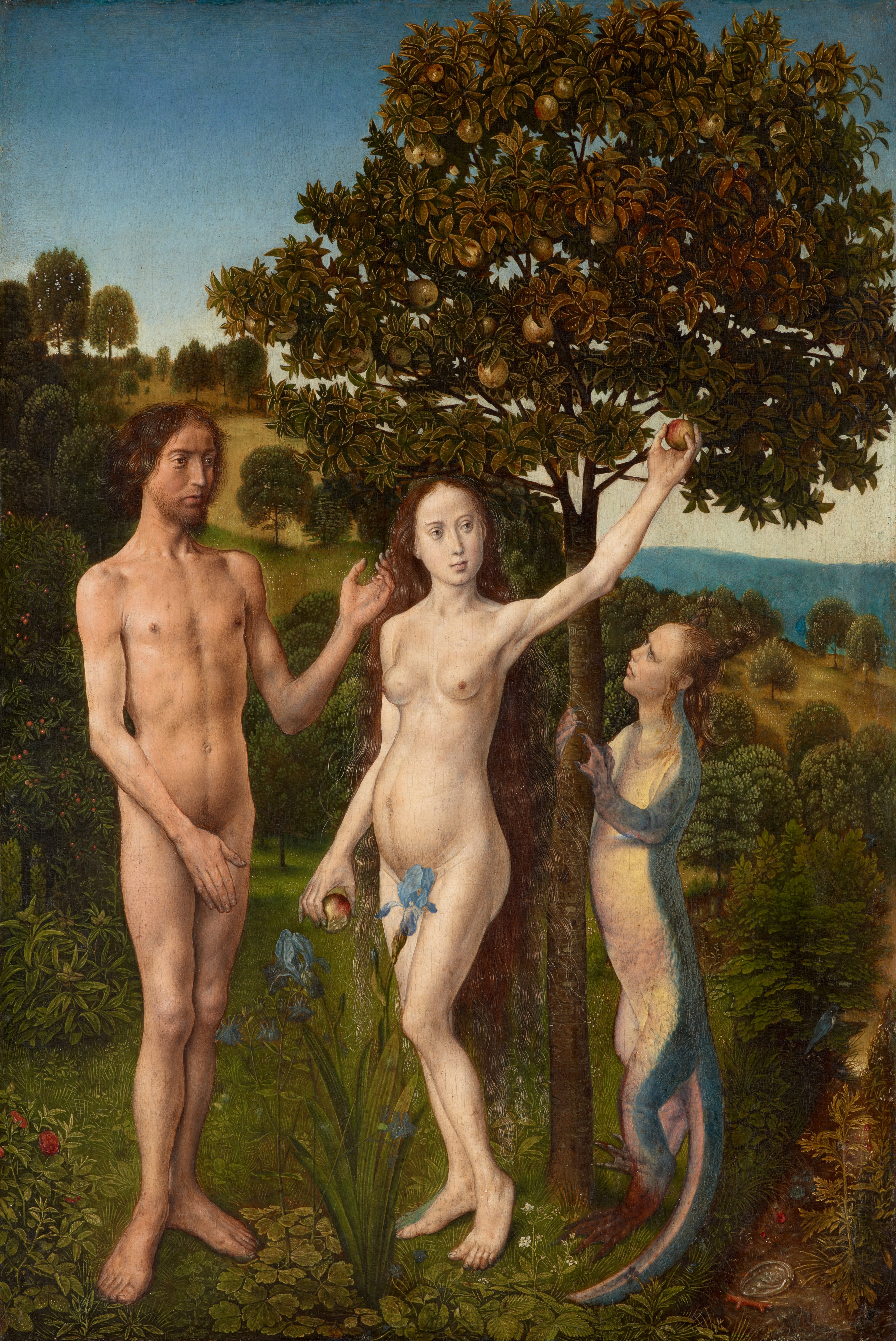
De zondeval, ca. 1470, Kunsthistorisches Museum, Wenen

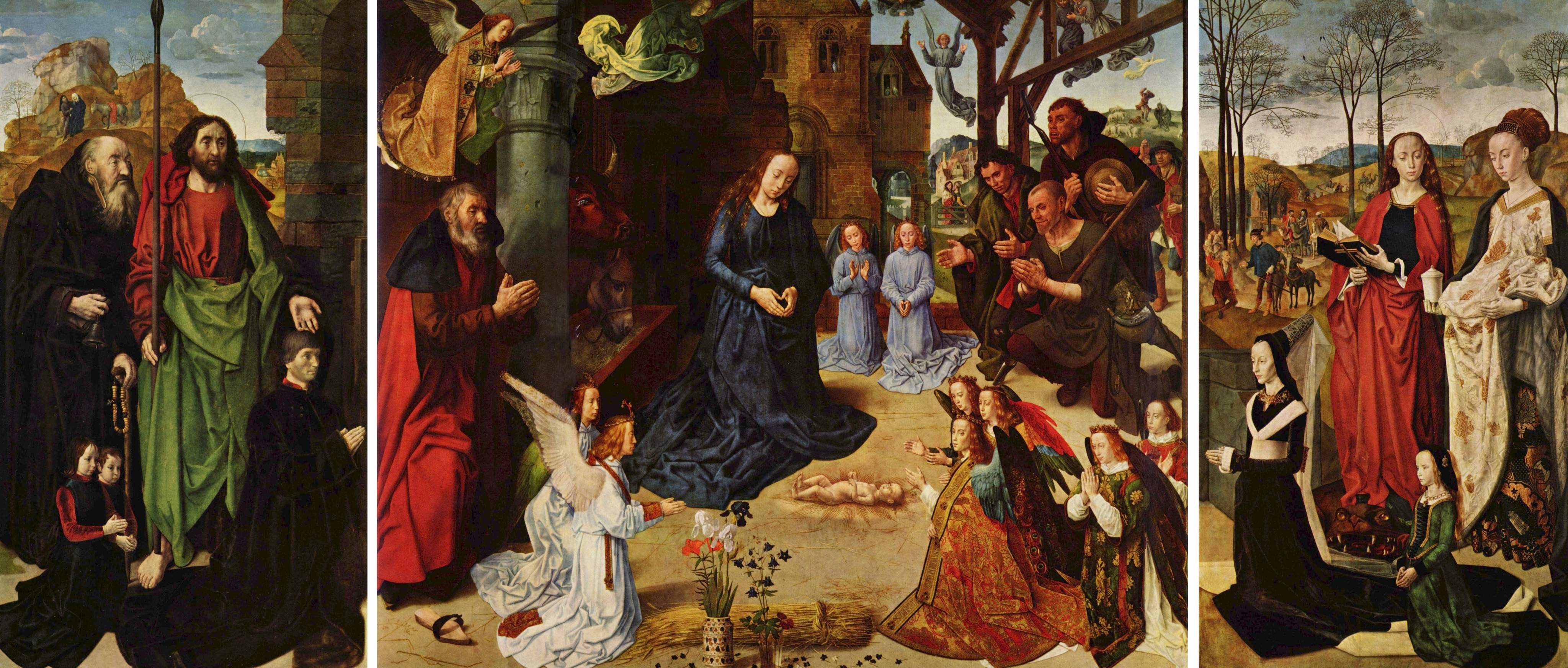
Portinari-altaar, ca. 1473-1478, Uffizi, Florence

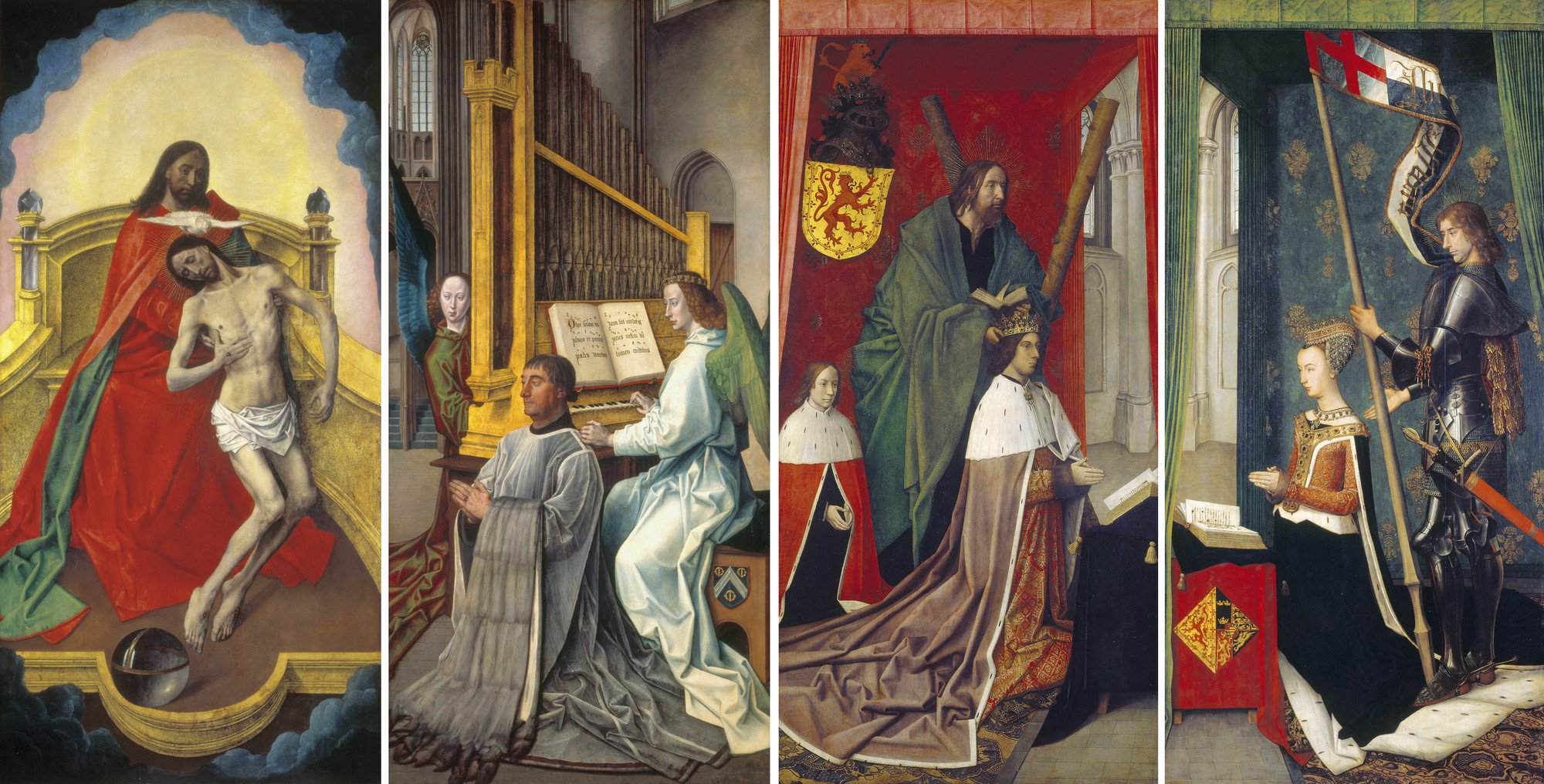
Drievuldigheidspanelen, ca. 1478-1480, Scottish National Gallery, Edinburgh (bruikleen van Royal Collection)

### Afkomst en geboorte
"Hughe" van der Goes (Gous, Goux) werd in Gent geboren. Dit is bekend dankzij een document uit 1480, waaruit blijkt dat de Leuvense magistraat de schilder vroeg om de onvoltooide panelen van de overleden Dirk Bouts te taxeren. De akte vermeldt dat hij "geboren es van der stad van Ghent". Hij was dus een lid van de 15e-eeuwse Gentse kunstenaarsfamilie Van der Goes, die verschillende schilders voortbracht, onder wie Pieter, Jan en Cornelis.
Zijn geboortedatum is onbekend. Een document dat dateert van 3 maart 1451, waarin vermeld wordt dat een Hugo van der Goes door Filips de Goede begenadigd werd en uit ballingschap mocht terugkeren, is door sommige kunsthistorici in verband gebracht met de schilder; anderen, zoals Elisabeth Dhanens, zien hier een naamgenoot in.

### Schilder in Gent
De vroegste vermelding die zeker op de schilder betrekking heeft, documenteert zijn inschrijving op 5 mei 1467 als vrijmeester in het Gentse schildersambacht, het latere Sint-Lucasgilde. Schilder Joos van Wassenhove en beeldhouwer Daneel van Lovendeghem (of Ruthaert) stelden zich borg voor hem. Waar Hugo van der Goes zijn opleiding kreeg en waar hij in de jaren voor 1467 actief was, is onbekend. De Gentse schilder Jan van der Goes was tussen 1460 en 1467 werkzaam in het grafelijk paleis in Den Haag. Er is geopperd dat Hugo hem hierbij geassisteerd heeft.
Al vanaf 1468 was Hugo van der Goes actief in het Gentse schildersambacht. Op 15 augustus 1468 werd hij aangesteld tot "gezworene", een beëdigde functie binnen het gilde. Hij is ook enige tijd deken van het schildersambacht geweest, in elk geval in de jaren 1474 en 1475. Verder stond hij in de periode 1469-1475 regelmatig borg voor jonge schilders bij hun toetreding tot het gilde. Vooral 14 januari 1469 was een bijzondere dag, toen Alexander (Sanders) Bening meester werd in het Gentse schildersambacht en Hugo van der Goes en Joos van Wassenhove als borg optraden. De drie kunstenaars worden in de literatuur wel een "driemanschap" genoemd, omdat ze waarschijnlijk nauw hebben samengewerkt, in het bijzonder bij het vervaardigen van verluchte manuscripten. Ze legden daarmee de basis voor de Gents-Brugse stijl. Van der Goes had mogelijk al in de jaren 1467-1469 samengewerkt met Joos van Wassenhove, voordat deze naar Italië vertrok en daar als Giusto di Gand enkele jaren werkzaam was voor Federico da Montefeltro, hertog van Urbino. Alexander Bening trouwde in 1480 met Catherina (Katheline) van der Goes, waarschijnlijk een nicht of (half)zus van Hugo.
In de jaren 1468-1474 kreeg hij schilderopdrachten van de stad Gent, waaronder decoraties en wapenschilden voor de pauselijke aflaten of "Groot Pardoen", zoals het in de bronnen wordt genoemd. In de lente van 1468 was Hugo van der Goes een van de tientallen kunstenaars die verantwoordelijk waren voor de decoraties bij het huwelijk van Karel de Stoute met Margaretha van York in Brugge. In hetzelfde jaar organiseerde het Gentse schildersambacht een bijeenkomst voor kunstenaars uit verschillende steden, waarbij ze rond de feestdag van Sint-Lucas (18 oktober) in processie door de stad trokken. Dit was een relatief nieuw verschijnsel. Het was de bedoeling om de samenkomst elk jaar in een andere stad te houden.
In 1469 en 1472 had Hugo van der Goes de leiding over de decoraties voor de officiële bezoeken (Blijde inkomsten) van Karel de Stoute in Gent. Met een groep medewerkers schilderde hij heraldische en figuratieve voorstellingen op doek en hout, in 1472 onder andere twee grote stukken met respectievelijk het wapen van Karel de Stoute en de Gentse stedenmaagd, die de stadspoorten moesten sieren. In 1474 leverde hij dertig wapenschilden voor de uitvaartmis van Filips de Goede in de Sint-Veerlekerk, voorafgaand aan het transport van diens lichaam en dat van zijn echtgenote Isabella van Portugal naar Dijon, om daar herbegraven te worden.
Vanaf mei 1473 huurde Hugo van der Goes "tgroote huus" op de Blandinusberg (bij de huidige Sint-Pietersnieuwstraat) te Gent. Dit is bekend uit de boekhouding van de verhuurders van het huis, de kunstzinnige patriciërsfamilie Van der Zickele. De kunstenaar wordt vermeld als "Hughe de scildre". Zijn huisbazen waren eerst Nikolaas (Clais) van der Zickele en, na diens dood in 1475, zoon Filips. Uit de rekening die in 1475 werd opgemaakt, blijkt ook dat Van der Goes namens "vrauw moeder" Van der Zickele een gratificatie voor Joos van Wassenhove had voorgeschoten, toen deze naar Rome was vertrokken. Van der Goes mocht het verschuldigde geld van zijn huur afhouden. Hij heeft het huis in ieder geval tot en met 1477 gehuurd, wellicht tot begin 1478.
Het grote huis fungeerde waarschijnlijk als het atelier waar hij enkele van zijn belangrijkste werken schilderde, in het bijzonder het enorme Portinari-altaar. Hij maakte het in opdracht van Tommaso Portinari, een vertegenwoordiger in Brugge van de De' Medici-familie. Het altaarstuk was bestemd voor de Sant'Egidio, een hospitaalkerk in Florence, waar ook het Florentijnse schildersgilde samenkwam. Toen het daar in 1483 aankwam, bracht zijn realisme een sensatie teweeg. Het had grote invloed op de lokale schilders.
Rond 1475-1480 kreeg Van der Goes de opdracht voor een altaarstuk voor de Church of the Holy Trinity in Edinburgh van de eerste proost, Edward Bonkil. De kerk was gesticht door de koningin-consort van Schotland, Maria van Egmont-Gelre. De binnenzijden van de twee bewaard gebleven panelen, de Drievuldigheidspanelen, stellen Jacobus III van Schotland voor, geflankeerd door de heilige Andreas en de koningszoon, de toekomstige James IV, en zijn vrouw, Margreet van Denemarken. Op de buitenzijden zijn de Heilige Drie-eenheid en de schenker, Edward Bonkil, afgebeeld. Het is niet zeker of Van der Goes het niet (meer) bestaande middenpaneel voltooid heeft.

### In het klooster

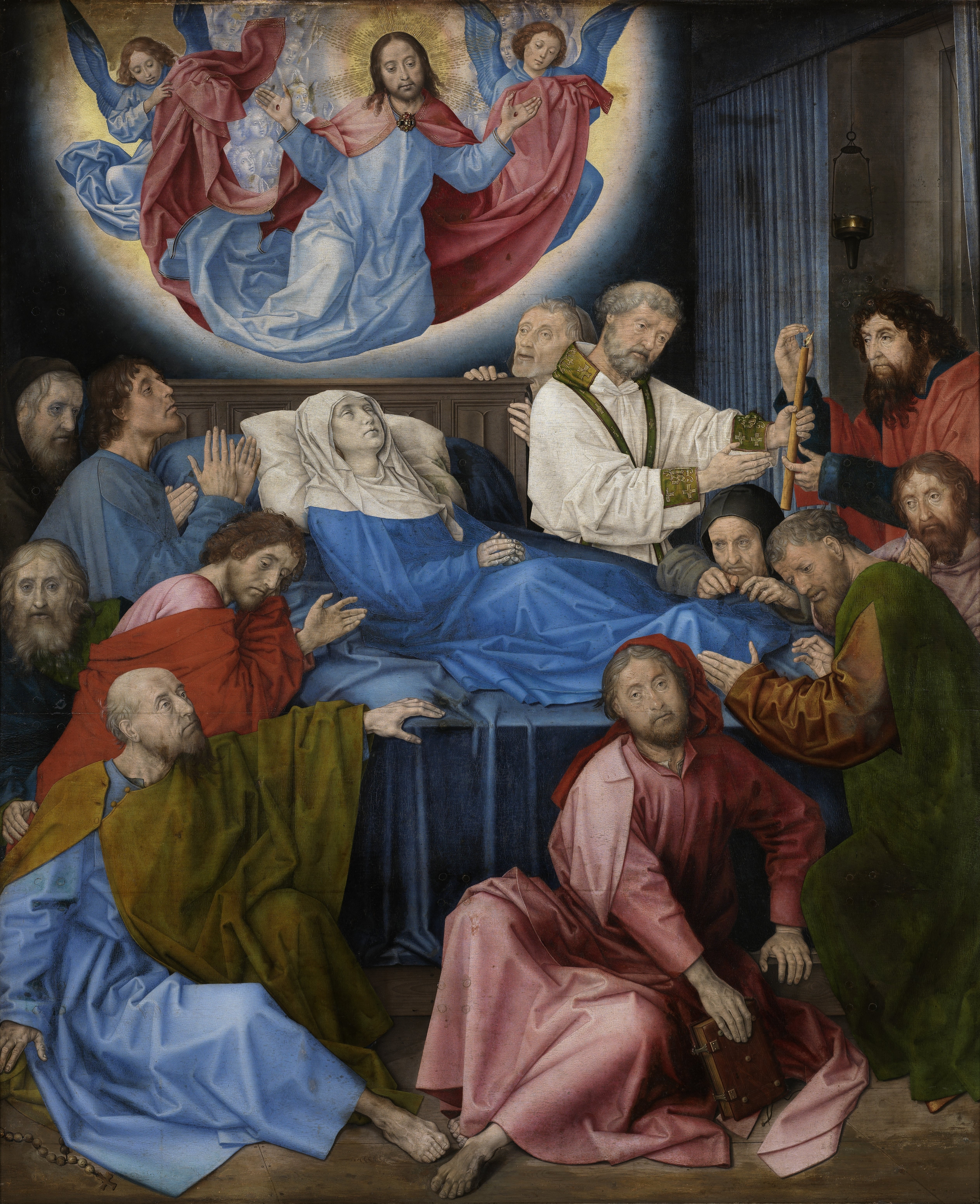
De dood van Maria, ca. 1480-1482, Groeningemuseum, Brugge

In 1478 trad hij als conversbroeder – wat destijds niet hetzelfde was als lekenbroeder, zoals hij vaak wordt aangeduid – in bij de augustijnen van het Rood Klooster in het Zoniënwoud bij Brussel, waar zijn halfbroer Nicolaas reeds broeder was. In het klooster kreeg hij bezoek van talrijke belangrijke personen, onder wie de latere keizer Maximiliaan I. Zijn intrede is waarschijnlijk ten onrechte in verband gebracht met zijn aanvallen van melancholie die na zijn dood werden beschreven door zijn medebroeder Gaspar Ofhuys.
In de 19e eeuw ontstond het geromantiseerde verhaal waarin deze intrede werd gekoppeld aan de vermeende onbeantwoorde liefde, die in 16e-eeuwse teksten wordt beschreven, onder anderen door Lucas d'Heere in een gedicht uit 1565. Het gedicht was een lofzang op een schoorsteenstuk met als voorstelling "David en Abigaïl" dat Hugo van der Goes had geschilderd in een huis aan het Muidebrugje (thans: Voormuide) in Gent. Het was zogenaamd het woonhuis van zijn geliefde die hij op het schilderij vereeuwigd zou hebben. Het schoorsteenstuk heeft echt bestaan, maar is verloren gegaan.

### Ziekte en overlijden
Na een reis naar Keulen in 1480 had hij zelfmoordneigingen en kreeg hij een zenuwaanval in het Brusselse refugehuis van het klooster. 
De datum waarop Hugo van der Goes overleed is niet bekend. Ofhuys vermeldt dat hij in 1482 stierf, maar aangezien destijds de paasstijl werd gebruikt, kan hij ook in de winter van 1483 zijn overleden. Hij werd in het atrium van het klooster in de openlucht begraven. In zijn tijd werd hij zeer geëerd. De kloosterkroniek vermeldt dat zijn gelijke langs deze kant van de bergen (Alpen) niet te vinden was. De kunst van Hugo van der Goes werd in Gent voortgezet door Gerard Horenbaut en in Brugge door zijn familielid Simon Bening, zoon van Alexander en Catharina van der Goes. Ook de Brugse schilder Gerard David liet zich duidelijk inspireren door de Gentse kunstenaar.

### Postume reputatie
In de 16e eeuw ontstonden onafhankelijk van elkaar drie tradities die de herinnering aan Hugo van der Goes levend hielden, maar onderling sterk afweken. De kloosterlingen herinnerden hem als de internationaal vermaarde schilder die gestraft werd voor zijn hoogmoed. In Florence waren het waarschijnlijk vooral zijn collega-schilders, zoals Domenico Ghirlandaio, die onthielden dat ene "Ugo d'Anvers" de maker was van het altaarstuk dat in de ruimte hing waar het schildersgilde samenkwam en dat zo'n indruk op hen had gemaakt. En in Gent en andere Vlaamse steden waren er kunstliefhebbers die zijn werken beschreven en treurden om het verlies ervan tijdens de Beeldenstorm in 1566. Ze vertelden anekdotes over hem, maar wisten niet wanneer hij overleden was en waar hij begraven was, zoals Karel van Mander schrijft. Hoewel diens Schilder-Boeck ervoor zorgde dat hij weer enige tijd in de belangstelling kwam, raakte hij hierna in de vergetelheid, in tegenstelling tot zijn grote voorbeelden Jan van Eyck en Rogier van der Weyden. Toen in de 19e eeuw het verslag van Gaspar Ofhuys werd herontdekt, was dit het begin van een nieuwe legendevorming over het melancholische genie, waarin onder anderen Vincent van Gogh zich herkende.

## Werk

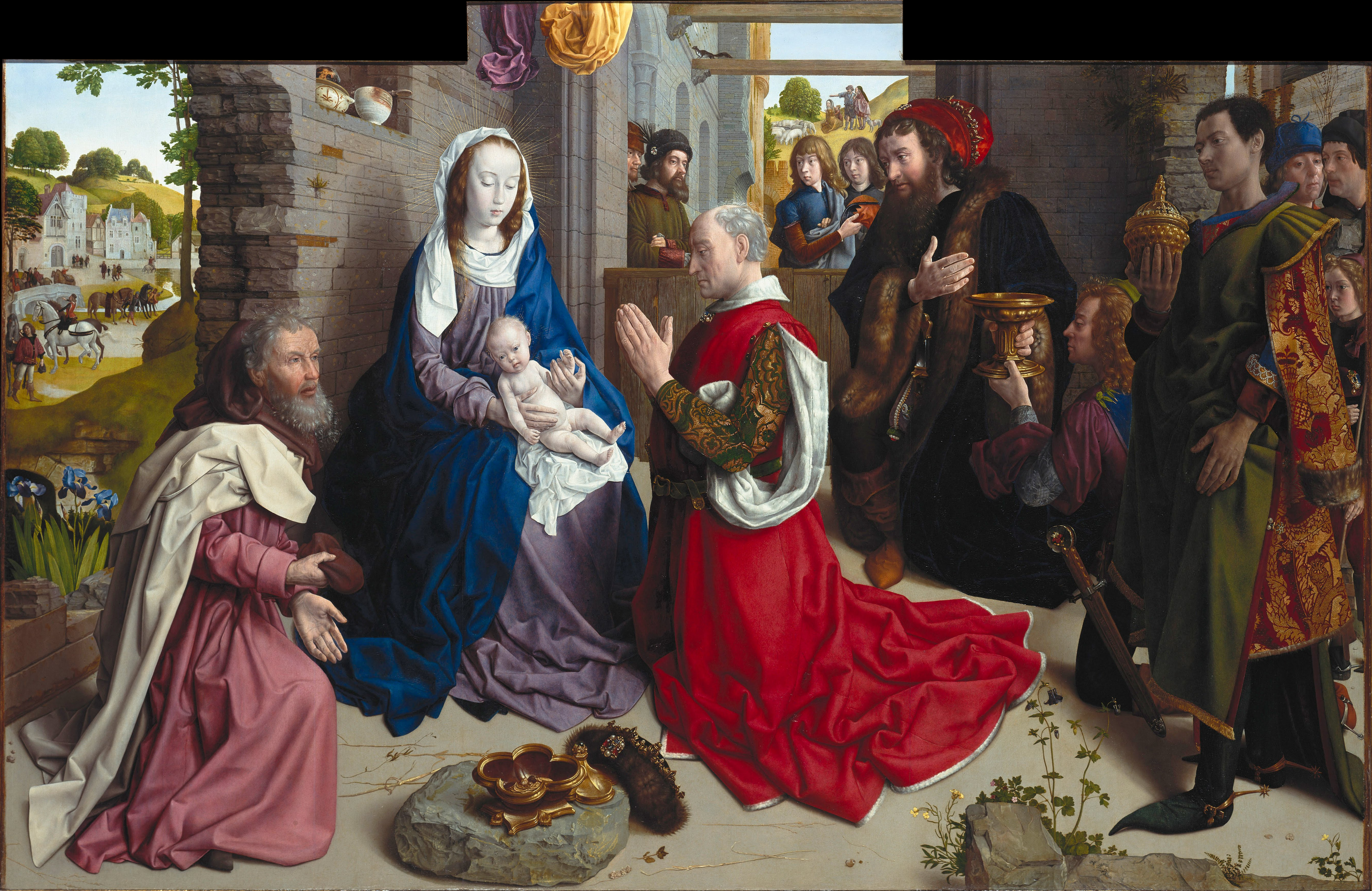
Monforte-retabel, ca. 1470-1472, Gemäldegalerie, Berlijn

De geboorte van Christus of De aanbidding door de herders, ca. 1480-1482, Gemäldegalerie, Berlijn

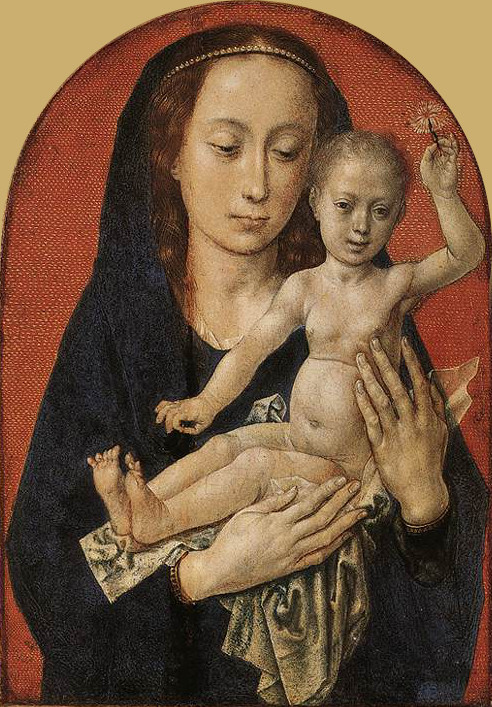
Maria met Kind, ca. 1478-1480, Städel Museum, Frankfurt am Main

Tot in de 21e eeuw heeft er onder de kunsthistorici discussie bestaan over de toeschrijvingen en de chronologie van zijn werken. Dit komt enerzijds doordat minstens een tiental werken van zijn toch al vrij kleine oeuvre verloren is gegaan en alleen bekend is van beschrijvingen en meer of minder vrije navolgingen, en anderzijds door zijn volstrekt originele werkwijze, waarbij hij niet op zijn routine vertrouwde, maar elk werk als een nieuwe uitdaging zag waarvoor hij de optimale artistieke oplossing moest zien te vinden.

### Schilderijen
Technisch onderzoek en restauraties hebben veel vragen beantwoord, waardoor in elk geval zijn globale ontwikkeling vanaf circa 1470 duidelijk is geworden. In de vroegste werken die met zekerheid van Hugo van der Goes zijn (De zondeval en het Monforte-retabel) en die rond 1470 worden gedateerd, is de invloed van Jan van Eyck het sterkst. Daarna volgt zijn hoofdwerk, het Portinari-altaar, waarin zijn monumentale stijl verder vorm krijgt. Het Portinari-altaar kon dankzij een vermelding bij Giorgio Vasari geïdentificeerd worden als een werk van Hugo van der Goes en alle andere toeschrijvingen zijn hiervan afgeleid. Nauw verwant met dit werk zijn de Drievuldigheidspanelen en de kleine Maria met Kind. In deze periode ontwikkelt hij zich ook tot een belangrijke portretschilder, hoewel hiervan alleen stichtersportretten bewaard zijn gebleven. Voor zijn laatste werken, De geboorte van Christus en De dood van Maria, gebruikt hij een soberdere, maar even virtuoze stijl en ook inhoudelijk zijn ze minstens zo complex als zijn andere werken. De composities en de stijlopvatting sluiten in dit geval meer aan bij Rogier van der Weyden dan bij Jan van Eyck. De versobering is nog verder doorgevoerd in enkele kleinere werken uit zijn laatste periode: De bewening en de Kleine kruisafneming, mogelijk zijn allerlaatste werk.
Over zijn vroegste periode bestaat nog geen overeenstemming. Zo zijn de werken uit de jaren 1460 die aan Joos van Wassenhove worden toegeschreven, ook met Hugo van der Goes in verband gebracht, te weten de Calvarietriptiek in Gent en De aanbidding door de wijzen in New York. In deze werken is de invloed van Jan van Eyck, Rogier van der Weyden en Dirk Bouts zichtbaar. Dirk Bouts is voorgesteld als de leermeester van hen beiden en mogelijk hebben Van der Goes en Van Wassenhove voor 1470 samengewerkt, maar dit is geen algemeen geaccepteerde hypothese.

### Boekverluchting
Het is intussen wel zeker dat hij ook betrokken is geweest bij de boekverluchting van kostbare manuscripten, onder andere voor de latere Keizer Maximiliaan I en diens toenmalige verloofde Maria van Bourgondië. Hij stond aan de wieg van de Gents-Brugse school, waartoe onder andere de kunstenaarsfamilie Bening behoort en waarvan Simon Bening de laatste belangrijke vertegenwoordiger was. Simons vader, Alexander Bening, was getrouwd met een zus of nicht van Hugo van der Goes. Mogelijk heeft hij na de dood van Van der Goes diens tekeningen en patronen geërfd en heeft Simon Bening deze tekeningen later in Brugge geïntroduceerd. Composities en figuren die aan zijn werk zijn ontleend, keren in meerdere manuscripten van deze miniaturisten terug.
Hij stond in nauw contact met de miniaturisten met de noodnamen Weense meester van Maria van Bourgondië en Meester van de Houghton-miniaturen. Vanwege de hoge kwaliteit van een deel van hun werk wordt door steeds meer kunsthistorici voorgesteld de beste miniaturen uit deze groepen aan Hugo van der Goes zelf toe te wijzen, al dan niet in samenwerking met andere kunstenaars, zoals Alexander Bening, die zelf vaak wordt geïdentificeerd met de Maximiliaan-meester.

### Tekeningen
In de eerste helft van de 20e eeuw werden veel 15e-eeuwse tekeningen toegeschreven aan de bekende meesters, zoals Hugo van der Goes, maar latere kunsthistorici hebben de meeste ervan verworpen en toegeschreven aan anonieme navolgers. Slechts één tekening, De ontmoeting van Jakob en Rachel, wordt nog als eigenhandig beschouwd en enkele andere zijn wellicht goede atelierkopieën, zoals die van een zittende vrouwelijke heilige, die verband houdt met een verloren gegaan werk en ook is nagevolgd in verluchte manuscripten.

## Oeuvrelijst

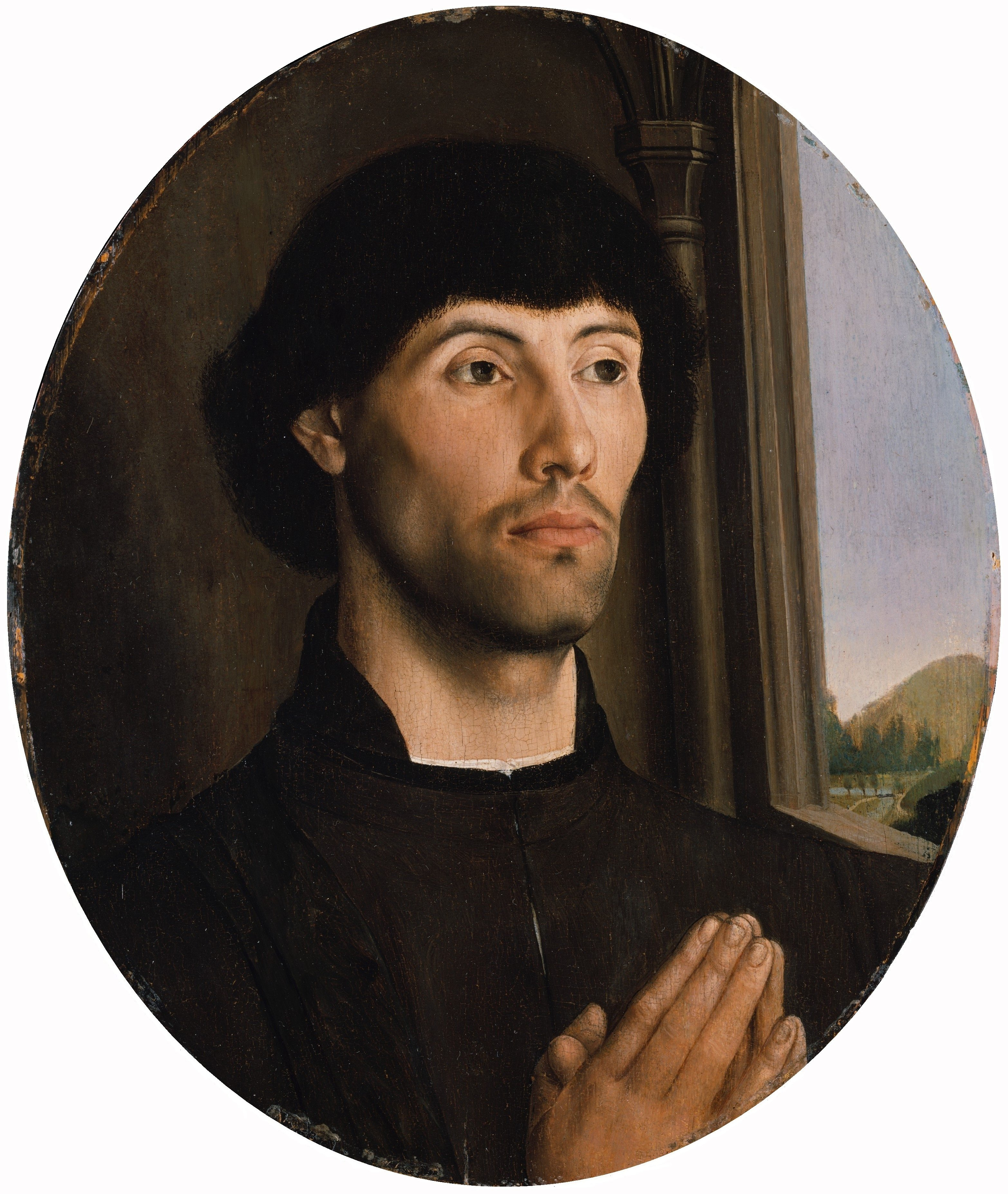
Portret van een man, ca. 1475, Metropolitan Museum of Art, New York

De volgende werken worden algemeen aanvaard als authentiek.
Olieverfschilderijen op paneel:
- Weense diptiek: De zondeval, ca. 1470, 32,3 × 21,9 cm, Kunsthistorisches Museum, Wenen
- Monforte-retabel, ca. 1470-1472, 147 × 242 cm, Gemäldegalerie, Berlijn
- Portinari-altaar, ca. 1473-1478, 253 × 586 cm, Uffizi, Florence
- Portret van een man, ca. 1475, 31,8 × 26 cm, Metropolitan Museum of Art, New York
- Portret van een biddende man met Johannes de Doper, ca. 1475, 32 × 22,5 cm, Walters Art Museum, Baltimore
- Hippolytustriptiek (stichtersportretten op een onvoltooid drieluik van Dirk Bouts), ca. 1475-1480, 92 × 41 cm, Sint-Salvatorskathedraal, Brugge
- Maria met Kind, ca. 1478-1480, 30 × 23cm, Städel Museum, Frankfurt am Main
- Drievuldigheidspanelen, ca. 1478-1480, elk paneel: 202 × 100,5 cm, Scottish National Gallery, Edinburgh (bruikleen van Royal Collection)
- Weense diptiek: De bewening, ca. 1479, 34,4 × 22,8 cm, Kunsthistorisches Museum, Wenen
- De geboorte van Christus of De aanbidding door de herders, ca. 1480-1482, 97 × 245, Gemäldegalerie, Berlijn
- De dood van Maria, ca. 1480-1482, 147,8 × 122,5 cm, Groeningemuseum, Brugge
- Kleine kruisafneming, ca. 1480-1482, 53,5 × 38,5 cm, Gemäldegalerie, Berlijn en privéverzameling

Werken op papier:
- De ontmoeting van Jakob en Rachel, ca. 1470-1475, tekening, 33,8 × 57,2 cm, Christ Church College, Oxford
- Portret van een oude man, ca. 1470-1475, olieverfstudie, 22,2 × 16,5, Metropolitan Museum of Art, New York

## Eerbetoon

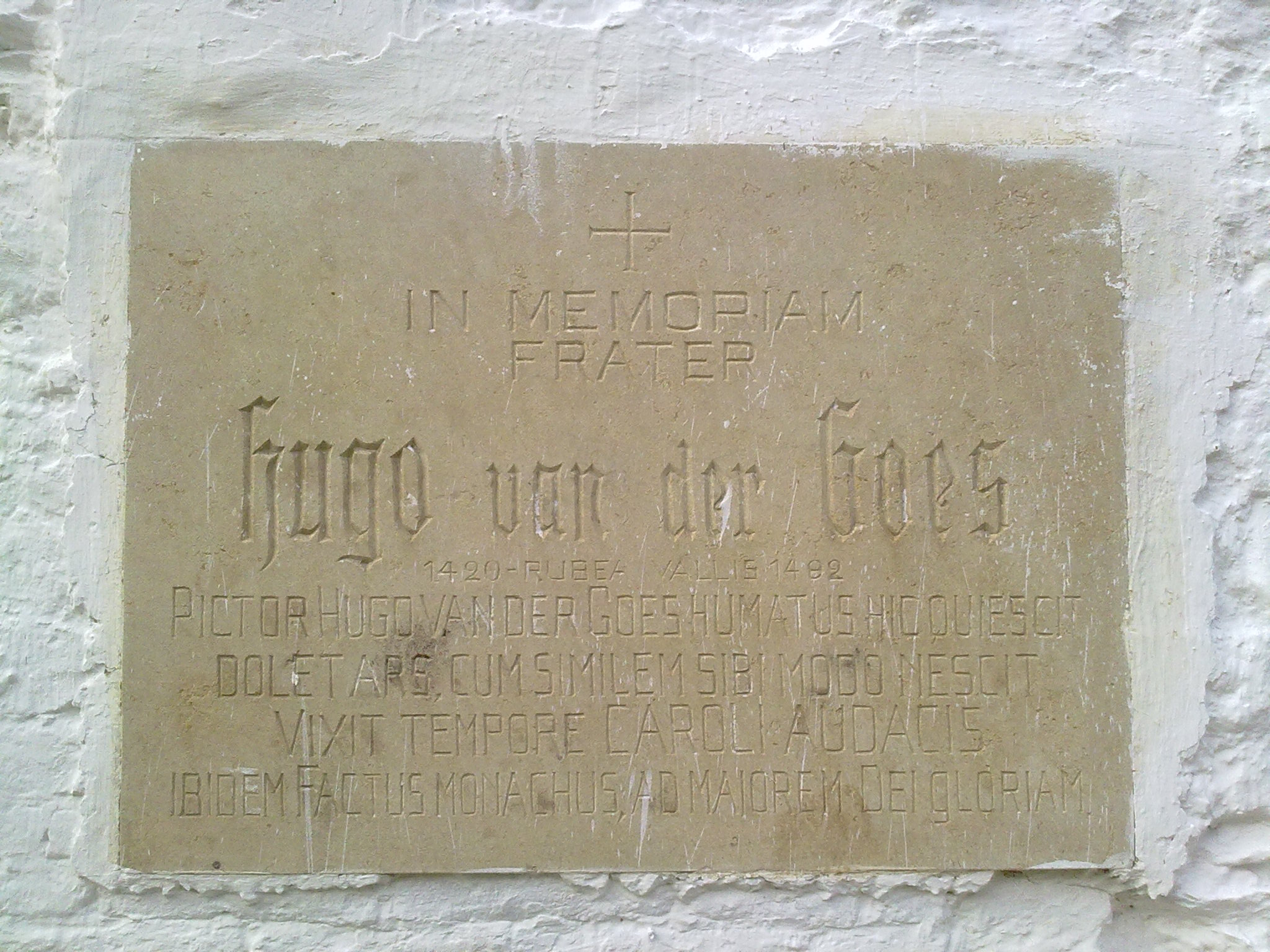
De gedenkplaat in het Rooklooster (Oudergem)

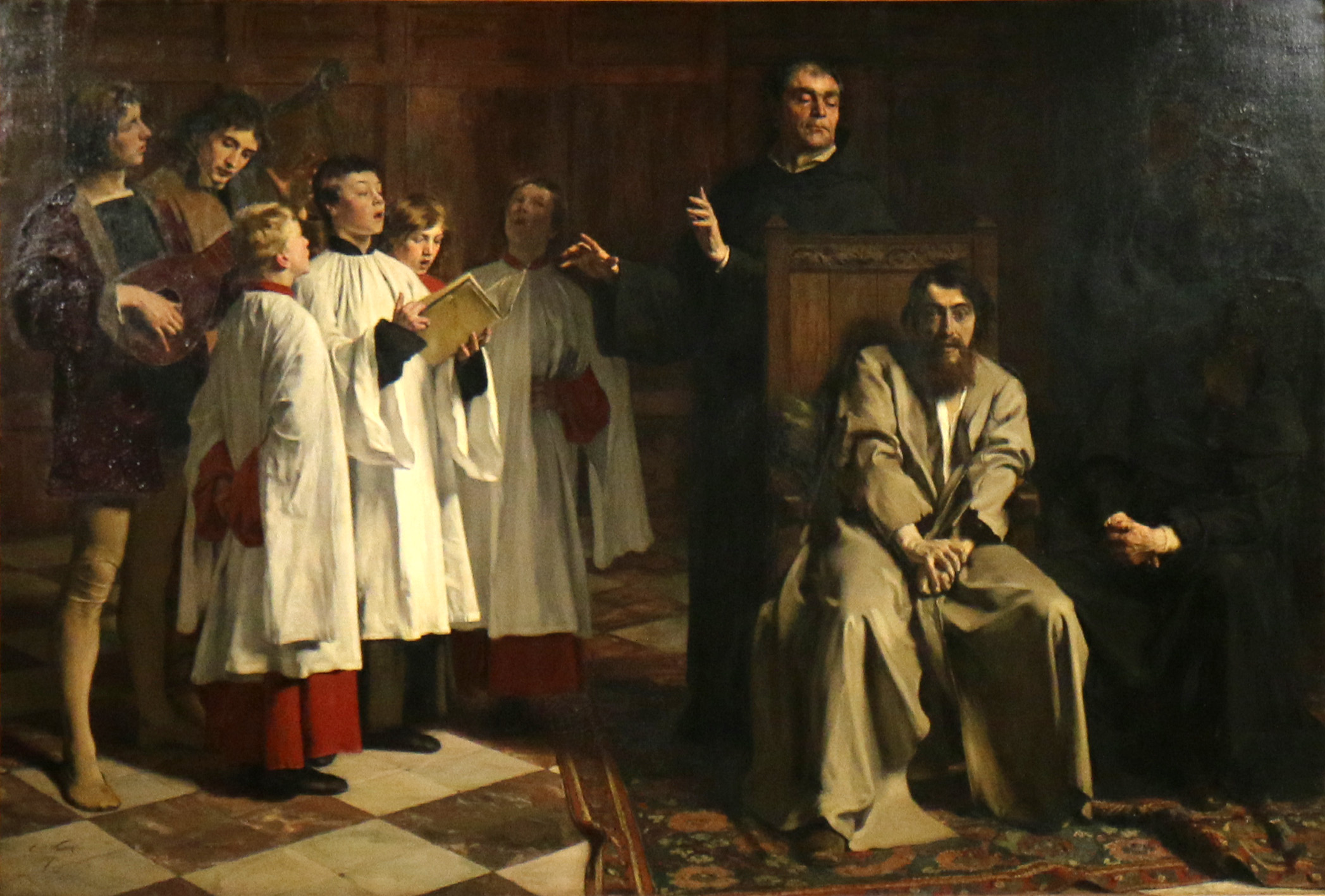
De waanzin van Hugo van der Goes, in 1872 geschilderd door Émile Wauters, verbeeldt de muziektherapie voorgeschreven door prior Thomas van Vessem.

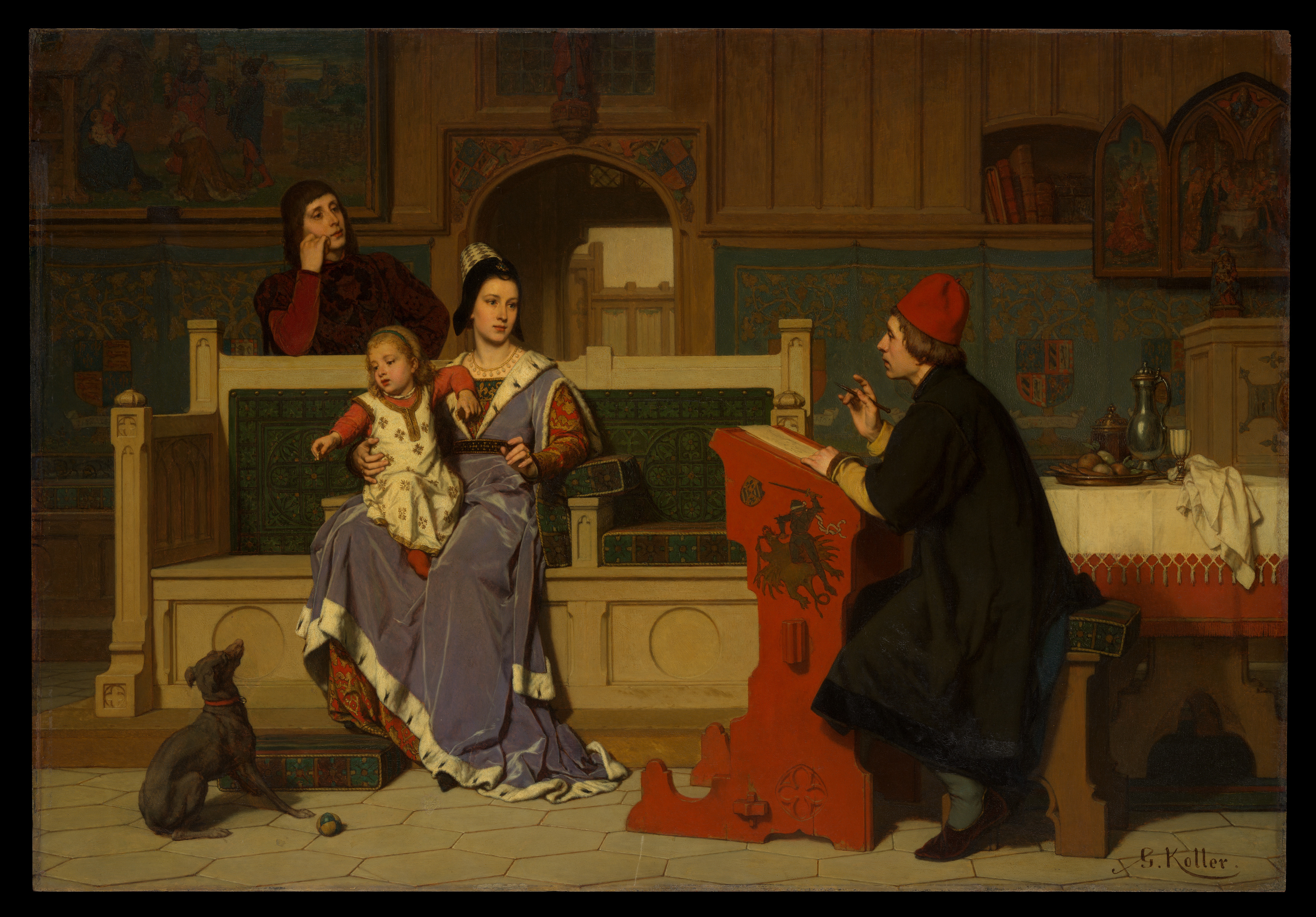
Een andere fantasievoorstelling: Guillaume Koller, Hugo van der Goes schildert het portret van Maria van Bourgondië, 1872, Metropolitan Museum of Art, New York

De Latijnse tekst op de oude, waarschijnlijk lang na Hugo's dood aangebrachte gedenkplaat in het Rooklooster luidt, met vertaling:
IN MEMORIAM

FRATER

Hugo van der Goes

1420 – Rubea Vallis 1482

Pictor Hugo van der Goes humatus hic quiescit

dolet ars, cum similem sibi modo nescit

Vixit tempore CAROLI AUDACIS

ibidem factus monachus, ad maiorem Dei gloriam
IN MEMORIAM

BROEDER

Hugo van der Goes

1420 – Rooklooster 1482

Hier begraven rust de schilder Hugo van der Goes

de kunst treurt, omdat ze zijns gelijke niet kent

Hij leefde ten tijde van Karel de Stoute

op deze zelfde plek werd hij monnik, tot groter ere Gods
In Gent is een straat naar hem genoemd. Aan de gevel van Sint-Pietersnieuwstraat 158, waar ongeveer het huis stond waar hij het Portinari-altaar heeft geschilderd, hangt sinds 1982 een gedenkplaat ter herinnering hieraan.

### Primaire bronnen
- (la) Gaspar Ofhuys (ca. 1510): Originale Coenobii Rubeaevallis in Zonia prope Bruxellam, fol. 115v-118, Handschriftenkabinet, Koninklijke Bibliotheek, Brussel; meerdere malen gepubliceerd, o.a. Dhanens (1998), p. 392-395
- (it) Giorgio Vasari (1550; tweede editie 1568): Le vite de' più eccellenti pittori, scultori e architettori, Florence
- Marcus van Vaernewijck (1562): Nieu Tractaet ende curte bescrijvinghe van dat edel Graefscap van Vlaenderen, Gent
- Marcus van Vaernewijck (1566/68): Van die beroerlicke Tijden in die Nederlanden en voornamelijk in Ghendt, handschrift, Universiteitsbibliotheek, Gent; gepubliceerd in o.a. Dhanens (1998), p. 397-398
- Marcus van Vaernewijck (1568): Den Spieghel der Nederlandscher oudtheyt, Gent
- Lucas d'Heere (1565): Den Hof en Boomgaerd der Poësien, Gent
- (it) Lodovico Guicciardini (1567): Descrittione di tutti i Paesi Bassi, altrementi detti Germania inferiore, Antwerpen
- Karel van Mander (1604): Het leven van Huge van der Goes, Schilder van Brugge, in: Het Schilder-Boeck, Haarlem; te lezen op DBNL(KB)
- (la) Franciscus Sweertius (1613): Monumenta sepulchralia et inscriptiones publicae privataeque ducatis Brabantiae, Antwerpen: Gaspar Bellerus

### Secundaire bronnen
- Buskirk, Jessica (2014): Hugo van der Goes's Adoration of the Shepherds: Between Ascetic Idealism and Urban Networks in Late Medieval Flanders, Journal of Historians of Netherlandish Art 6-1; te lezen op academia.edu
- Campbell, Lorne (1984): Edward Bonkil: A Scottish Patron of Hugo van der Goes, The Burlington Magazine 126 (1984), p. 265-274
- Campbell, Lorne (2001): Edward Bonkil and Hugo van der Goes, The Burlington Magazine 143 (2001), p. 157–158
- De Schrijver, Anton (1955): Hugo van der Goes' laatste jaren te Gent, in: Gentse Bijdragen tot de kunstgeschiedenis, 16 (1955-1956), p. 193-211.
- Destree, J. (1914): Hugo van der Goes, Parijs-Brussel
- De Vos, Dirk (1997): Waarom is de Dood van Maria een laat werk van Hugo van der Goes?, Belgisch Tijdschrift voor Oudheidkunde en Kunstgeschiedenis, LXVI, p. 282-284
- De Vos, Dirk (2002): De Vlaamse Primitieven. De meesterwerken, Antwerpen: Mercatorfonds / Amsterdam University Press
- Dhanens, Elisabeth (1989-1991): Het "Memoriaalke" van Wauter Ghautier door Hugo van der Goes, Bulletin Koninklijke Musea voor Schone Kunsten 1989-1991/1-3, p. 125-136; te lezen op fine-arts-museum.be
- Dhanens, Elisabeth (1998): Hugo van der Goes, Antwerpen: Mercatorfonds
- Duverger, E.; R. Hoozee (1982): Imaginair museum Hugo van der Goes, Gent: Museum voor Schone Kunsten
- Duverger, J.; A. De Groote (1948): Werk van Hugo van der Goes en van Antoon van Dijck te Brugge, in: Miscellanea J. Gessleriana, p. 437-443
- Eeckhout, Paul (1992): De Justus de Gand à Hugo Van der Goes ou le mythe de Joos Van Wassenhove, Bulletin Koninklijke Musea voor Schone Kunsten, 1992-1993/1-4, p. 9-33; te lezen op fine-arts-museum.be
- Eörsi, Anna (2020): "Imaige à la Vierge Marie": The Hours of Mary of Burgundy, her Marriage and her Painter, Hugo van der Goes, Acta Historiae Artium 61 (2020), p. 19-53
- Friedländer, Max J.; Günther Busch (red.) (1916, heruitgave uit 1986): Von van Eyck bis Bruegel, Frankfurt am Main: S. Fischer Verlag
- Friedländer, Max (1969): Early Netherlandish painting. Vol. IV: Hugo van der Goes. Comments and notes by Nicole Véronée-Verhaegen, Leiden-Brussel, 1969 (vertaling uit het Duits).
- Koslow, Susan (1979): The Impact of Hugo van der Goes’s Mental Illness and Late-Medieval Religious Attitudes on the Death of the Virgin. In Healing and History, Essays for George Rosen. Te lezen op profkoslow.com
- Kren, Thomas; Scot McKendrick (2003): Illuminating the Renaissance. The Triumph of Flemish Manuscript Painting in Europe, The J. Paul Getty Museum, Los Angeles. Te lezen op www.getty.edu
- Pächt, Otto (1969): Typenwandel im Werk des Hugo van der Goes, in: Wiener Jahrbuch für Kunstgeschichte, 1969, p. 43-58
- Panofsky, Erwin (1953): Early Netherlandish Painting, Cambridge, Mass.: Harvard University Press (heruitgave uit 1971: Harper & Row Publishers / Icon Editions, New York)
- Ridderbos, Bernhard (1991): De melancholie van de kunstenaar. Hugo van der Goes en de oudnederlandse schilderkunst, Den Haag: Sdu uitgeverij
- Ridderbos, Bernhard; Henk van Veen (red.) (1995): Om iets te weten van de oude meesters, Nijmegen: Sun / Heerlen: Open Universiteit
- Ridderbos, Bernhard (2007): Hugo van der Goes's Death of the Virgin and the Modern Devotion: an analysis of a creative process, Oud Holland 120-1/2, p. 1-30
- Rohlmann, M. (1994): Auftragskunst und Sammlerbild. Altniederländische Tafelmalerei im Florenz des Quattrocento, Alfter
- Sander, Jochen (1992): Hugo van der Goes. Stilentwiklung und Chronologie, Mainz
- Thompson, Colin; Lorne Campbell (1974): Hugo van der Goes and the Trinity Panels in Edinburgh, Edinburgh
- Van Elslande, Rudy (2011): Het clair-obscur in 'Kerstnacht' van Hugo van der Goes. Vernieuwer en voorloper van het 17de-eeuwse caravaggisme, Hoogstraten
- Winkler, Friedrich (1964): Das Werk des Hugo van der Goes, Berlijn
- M. DEPOORTER e.a. Oog in oog met Hugo van der Goes: oude meester, nieuwe blik, Veurne, 2022.
- Johan R. BOELAERT, Het psychisch lijden van Hugo van der Goes, in: Biekorf, 2022.
- Jean Luc MEULEMEESTER, Over het inslapen van Maria en de tentoonstelling 'Oog in oog met de dood' in het Brugse Sint-Janshospitaal, in: Biekorf, 2022.